# Línea 14 (Montevideo)
La línea 14 fue una línea de transporte urbano de Montevideo. Unía la Plaza Independencia con Pocitos.

## Historia

Línea 14 con destino a Goes

Fue creada en 1908 por La Transatlántica Compañía de Tranvías quien operaba un recorrido similar mediante tranvías eléctricos. En los años treinta producto de la fusión entre las dos empresas de tranvías de la capital, el servicio comenzó a ser operado  por la Sociedad Comercial de Montevideo hasta fines de los años cuarenta, cuando se produce la nacionalización y municipalización de los tranvías. Es a partir de ese entonces cuando la recién creada Administración Municipal de Transporte comienza a hacerse cargo de todos los servicios de tranvías. En los años cincuenta dicha administración comienza el ambicioso plan de instalar un sistema de trolebuses como reemplazo de los tranvías, los cuales paulatinamente irían suprimiendo sus servicios. La línea 14 no fue ajena a estas modificaciones, ya que dejaría de funcionar hacia fines de 1955 para retomar sus servicios en enero de 1956, con la inauguración de su nuevo recorrido mediante trolebuses fabricados por el consorcio británico But. 
En los años sesenta la entonces administración de transporte público de Montevideo es privatizada, por lo cual sus líneas, entre ellas la línea 14 y sus ex empleados son absorbidos por la cooperativa Rápido Internacional Cooperativo quien estaría a cargo de la misma hasta el año 2016, año en que se produce su cierre. Su último operador fue la Compañía Uruguaya del Transporte Colectivo.
El 1 de junio de 2020, con la creación del nuevo circuito eléctrico de Montevideo, la línea fue suprimida y sustuida por la línea E14 la cual posee un recorrido similar y operada por ómnibus eléctricos.

## Recorridos
Antes de convertirse en la línea E14 circulaba  por los barrios: Ciudad Vieja , Centro , Cordón, Tres Cruces, Parque Rodó y Pocitos. 
| Ida: - Cerrito - Juan Lindolfo Cuestas - Buenos Aires - Circunvalación Plaza Independencia - Avenida 18 de Julio - Bulevar Artigas - Bulevar España - Juan Benito Blanco - 26 de Marzo - Avenida Luis Alberto de Herrera - Rambla Presidente Charles de Gaulle - Terminal Pocitos (Kibón) | Retorno: - Terminal Pocitos (Kibón) - Rambla Presidente Charles de Gaulle - Avenida Luis Alberto de Herrera - 26 de Marzo - Miguel Barreiro - Rambla República del Perú - Bulevar España - Bulevar Artigas - Avenida Luis Morquio - Avenida 18 de Julio - Circunvalación Plaza Independencia - Ciudadela - 25 de Mayo - Juncal - Cerrito |